# Oberliga Nordost
De Oberliga Nordost, ook wel NOFV-Oberliga werd in 1990 opgericht en was de rechtstreekse opvolger van de DDR-Oberliga die na de Duitse hereniging ontbonden werd. De competitie bedekte het gebied van de nieuwe deelstaten en vormde in dat seizoen de hoogste klasse op het grondgebied van de voormalige DDR.
De titel werd veroverd door FC Hansa Rostock en de tweede plaats door 1. FC Dynamo Dresden. Beide clubs konden het volgend seizoen instromen in de 1. Bundesliga. Zes andere clubs mochten in de 2. Bundesliga gaan spelen. De overige clubs bleven in de Oberliga spelen, die nog maar de derde klasse vertegenwoordigde in de (gezamenlijke) Duitse voetbalpiramide.
Door de invoering van de Regionalliga als de op twee na hoogste klasse in 1994 werd de Oberliga het vierde niveau en in 2008 zelfs het vijfde, na de invoering van de 3. Liga.
De Oberliga wordt in twee geografische reeksen verdeeld (Staffels Nord en Süd).

## Overzicht

### 1991-1994
| Seizoen      | Noord                             | Midden                | Zuid                   |
| ------------ | --------------------------------- | --------------------- | ---------------------- |
| Reekswinnaar |                                   |                       |                        |
| 1991/92      | FC Berlin                         | 1. FC Union Berlin    | FSV Zwickau            |
| 1992/93      | Tennis Borussia Berlin (promotie) | 1. FC Union Berlin *  | FC Sachsen Leipzig **  |
| 1993/94      | BSV Brandenburg                   | 1. FC Union Berlin ** | FSV Zwickau (promotie) |

* Dwong promotie af maar kreeg geen licentie voor de 2. Bundesliga

** Kreeg geen licentie zodat de nummer twee deelname aan de eindronde 

### 1994-2000
| Seizoen      | Noord                                                | Zuid                                                         |
| ------------ | ---------------------------------------------------- | ------------------------------------------------------------ |
| Promovendus  |                                                      |                                                              |
| 1994/95      | FSV Velten                                           | FSV Wacker 90 Nordhausen                                     |
| 1995/96      | SC Charlottenburg                                    | VFC Plauen                                                   |
| 1996/97      | SV Babelsberg 03, Hansa Rostock II                   | 1. FC Magdeburg                                              |
| 1997/98      | SD Croatia Berlin                                    | Dresdner SC                                                  |
| 1998/99      | Hertha BSC II, Tennis Borussia Berlin II             | VfL Halle 1896                                               |
| Reekswinnaar |                                                      |                                                              |
| 1999/00      | Hansa Rostock II *                                   | FSV Hoyerswerda                                              |
| 2000/01      | BFC Dynamo                                           | 1. FC Magdeburg (promotie)                                   |
| 2001/02      | Hertha BSC II                                        | 1. FC Dynamo Dresden (promotie)                              |
| 2002/03      | FC Schönberg 95                                      | FC Sachsen Leipzig (promotie)                                |
| 2003/04      | Hertha BSC II (promotie)                             | VFC Plauen                                                   |
| 2004/05      | Hansa Rostock II *                                   | FC Carl Zeiss Jena (promotie)                                |
| Promovendus  |                                                      |                                                              |
| 2005/06      | 1. FC Union Berlin                                   | 1. FC Magdeburg                                              |
| 2006/07      | SV Babelsberg 03                                     | FC Energie Cottbus II                                        |
| 2007/08      | Hertha BSC II, Hansa Rostock II, Türkiyemspor Berlin | Hallescher FC, Chemnitzer FC, VFC Plauen, FC Sachsen Leipzig |

* verzaakte aan deelname eindronde

### 2009-heden
| Seizoen     | Noord                                                                           | Zuid                                                |
| ----------- | ------------------------------------------------------------------------------- | --------------------------------------------------- |
| Promovendus |                                                                                 |                                                     |
| 2008/09     | Tennis Borussia Berlin                                                          | ZFC Meuselwitz                                      |
| 2009/10     | FC Energie Cottbus II                                                           | RB Leipzig                                          |
| 2010/11     | Berliner AK 07                                                                  | Germania Halberstadt                                |
| 2011/12     | 1. FC Union Berlin II, FSV Optik Rathenow, TSG Neustrelitz, Torgelower SV Greif | FSV Zwickau, VfB Auerbach, 1. FC Lokomotive Leipzig |
| 2012/13     | Berliner FC Viktoria 1889                                                       | FSV Wacker 90 Nordhausen                            |
| 2013/14     | BFC Dynamo Berlin                                                               | FSV Budissa Bautzen                                 |
| 2014/15     | FSV Optik Rathenow , FC Schönberg 95, FSV 63 Luckenwalde                        | RB Leipzig II, FC Oberlausitz Neugersdorf           |
| 2015/16     | FSV Union Fürstenwalde                                                          | 1. FC Lokomotive Leipzig                            |
| 2016/17     | VSG Altglienicke                                                                | BSG Chemie Leipzig, VfB Germania Halberstadt        |
| 2017/18     | FSV Optik Rathenow                                                              | Bischofswerdaer FV 08                               |
| 2018/19     | SV Lichtenberg 47                                                               | BSG Chemie Leipzig                                  |
| 2019/20     | Tennis Borussia Berlin                                                          | FSV 63 Luckenwalde                                  |
| 2020/21     | SV Tasmania Berlin                                                              | FC Eilenburg                                        |
| 2021/22     | Greifswalder FC                                                                 | FC Rot-Weiß Erfurt                                  |
| 2022/23     | FC Hansa Rostock-II                                                             | FC Eilenburg                                        |
| 2023/24     | FC Hertha 03 Zehlendorf                                                         | VFC Plauen                                          |
| 2024/25     | Berliner FC Preussen 1894                                                       | 1. FC Magdeburg-II                                  |